# 山形自動車道
山形自動車道（やまがたじどうしゃどう、英語: YAMAGATA EXPWY）は、宮城県柴田郡村田町から山形県鶴岡市に至る高速道路（高速自動車国道）である。略称は山形道（やまがたどう）。
高速道路ナンバリングによる路線番号は、仙台南部道路とともに「E48」が割り振られている。
現在、村田JCT - 月山IC、湯殿山IC - 鶴岡JCTの計109.1 kmの区間が開通している。未開通区間である月山ICと湯殿山ICの間は未だに基本計画区間となっている。

## 概要

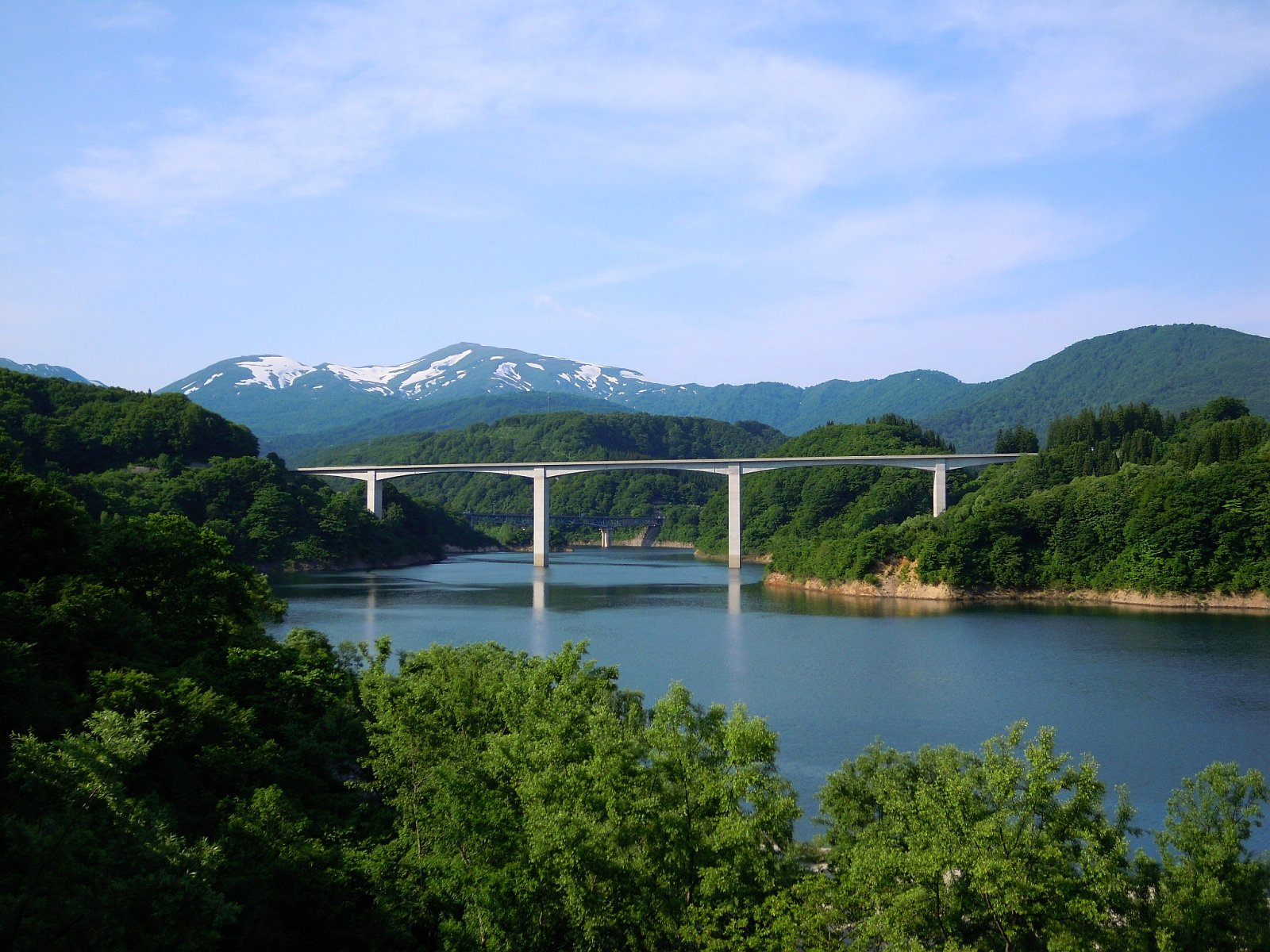
月山湖に架かる月山橋と月山(2012年6月30日撮影)

村田JCT - 山形蔵王ICは国道286号と、山形蔵王IC - 月山IC・湯殿山IC - 鶴岡JCTは国道112号と、それぞれ並行している。
全線が東日本高速道路（NEXCO東日本）の管轄である。
笹谷IC - 関沢ICは、当初国道286号笹谷トンネル（山形自動車道に並行する一般国道自動車専用道路）として建設され、開通したが、4車線化の整備計画・施行命令が高速自動車国道としてされたため、これに伴い高速自動車国道に指定変更され、山形自動車道へ編入された。
日本海東北自動車道の鶴岡JCT - 酒田みなとICも当初は山形自動車道として開通した区間であったが、2012年（平成24年）3月24日のあつみ温泉IC - 鶴岡JCTの開通と同時に日本海東北自動車道に名称変更された（ただし、キロポストは山形道のものが引き続き使用されている）。
月山IC - 湯殿山ICは建設されておらず、その区間は現在国道112号月山道路で結ばれている。ただし、月山道路は高速道路ナンバリングの対象外であるほか、一部に自動車専用道路ではない区間が存在しており、山形道との接続部は一般道路区間である。
また、月山道路や日本海東北自動車道の鶴岡JCT以南の区間は無料のため、庄内地方は飛地の有料道路となっている。日本海東北道の区間も含め、庄内地方の区間では料金所集約のために出入り口に料金所が設置されていないICがあり、区間ごとに定められた料金をその都度支払うことになっている。そのために、鶴岡ICと日本海東北道の酒田IC、酒田みなとICに本線料金所が併設されており、湯殿山、鶴岡、酒田、酒田みなとの各出入り口料金所とともに通行券を受け取らずに支払う方式となっている（庄内区間の全線を走行すると、料金の支払いが4回（日本海東北道の鶴岡JCT料金所を経由した場合は3回）発生する）。
現在は村田JCT - 山形JCTが4車線、山形JCT以西（ただし寒河江IC - 寒河江SA/SIC間除く）が暫定2車線である。

### 路線名
- 東北横断自動車道酒田線 : 全線

山形自動車道は、法令上の正式な路線名である東北横断自動車道酒田線（仙台市 - 酒田市）のうち、東北自動車道の区間を除いた総延長約158 kmの中で、高速自動車国道に並行する一般国道自動車専用道路の国道112号月山道路の21 km、日本海東北自動車道の27.5 kmを除いた区間の延長109.1 kmの道路名である。

## インターチェンジなど
- IC番号欄の背景色が■である区間は既開通区間に存在する。施設欄の背景色が■である区間は未開通区間または未供用施設に該当する。未開通区間の名称はすべて仮称である。
- スマートインターチェンジ (SIC) は背景色■で示す。利用時間の特記がないスマートICは24時間利用可能である。
- バスストップ (BS) のうち、○は運用中、◆は休止中の施設。無印はBSなし。
- 英略字は以下の項目を示す。
IC：インターチェンジ、JCT：ジャンクション、SA：サービスエリア、PA：パーキングエリア、TB：本線料金所、BS：バスストップ

| IC番号                           | 施設名           | 接続路線名                                         | 起点 から (km) | BS | 備考                                                 | 所在地 | 所在地          | 所在地          |
| -------------------------------- | ---------------- | -------------------------------------------------- | -------------- | -- | ---------------------------------------------------- | ------ | --------------- | --------------- |
| 26                               | 村田JCT          | E4 東北自動車道                                    | 0.0            | -  |                                                      | 宮城県 | 柴田郡          | 村田町          |
| 1                                | 宮城川崎IC       | 県道14号亘理大河原川崎線 国道286号（川崎バイパス） | 10.4           |    |                                                      | 宮城県 | 柴田郡          | 川崎町          |
| -                                | 古関PA           | -                                                  | 18.2           |    |                                                      | 宮城県 | 柴田郡          | 川崎町          |
| 2                                | 笹谷IC           | 国道286号（現道）                                  | 22.3           |    |                                                      | 宮城県 | 柴田郡          | 川崎町          |
| 3                                | 関沢IC           | 国道286号（現道）                                  | 28.1           |    | 仙台・福島方面出入口                                 | 山形県 | 山形市          | 山形市          |
| 4                                | 山形蔵王IC/PA    | 国道286号                                          | 35.6           |    |                                                      | 山形県 | 山形市          | 山形市          |
| 5                                | 山形北IC         | 国道13号（山形バイパス）                           | 41.9           |    |                                                      | 山形県 | 山形市          | 山形市          |
| -                                | 救急車緊急退出路 | -                                                  |                | -  | 山形県立中央病院に接続 山形北IC方面出口              | 山形県 | 山形市          | 山形市          |
| 6                                | 山形JCT          | E13 東北中央自動車道                               | 46.5           | -  | 東北中央道側の番号は「15」                           | 山形県 | 山形市          | 山形市          |
| 7                                | 寒河江IC         | 国道112号（寒河江バイパス）                        | 53.0           |    |                                                      | 山形県 | 寒河江市        | 寒河江市        |
| 7-1                              | 寒河江SA/SIC     | 国道458号                                          | 55.9           | ○  | チェリークアパーク                                   | 山形県 | 寒河江市        | 寒河江市        |
| 8                                | 西川IC           | 国道112号                                          | 67.0           | ○  |                                                      | 山形県 | 西村山郡 西川町 | 西村山郡 西川町 |
| -                                | 西川TB           |                                                    | 67.2           |    | 本線料金所                                           | 山形県 | 西村山郡 西川町 | 西村山郡 西川町 |
| -                                | 月山湖PA         | -                                                  | 81.3           |    |                                                      | 山形県 | 西村山郡 西川町 | 西村山郡 西川町 |
| 9                                | 月山IC           | 国道112号（月山道路）                              | 83.5           |    |                                                      | 山形県 | 西村山郡 西川町 | 西村山郡 西川町 |
| 庄内内陸月山連絡道路（構想路線） |                  |                                                    |                |    |                                                      | 山形県 | 西村山郡 西川町 | 西村山郡 西川町 |
| 鶴岡市                           |                  |                                                    |                |    |                                                      | 山形県 |                 |                 |
| 10                               | 湯殿山IC         | 国道112号（月山道路）                              | 104.2          |    |                                                      | 山形県 |                 |                 |
| -                                | 庄内あさひBS     | -                                                  | 113.6          | ○  |                                                      | 山形県 |                 |                 |
| 11                               | 庄内あさひIC     | 県道44号余目温海線                                 | 114.4          |    |                                                      | 山形県 |                 |                 |
| -                                | 櫛引PA           | -                                                  | 117.5          |    | ハイウェイオアシス併設 生き活きべんとう村/観光果樹園 | 山形県 |                 |                 |
| 12                               | 鶴岡IC/鶴岡TB    | 国道7号                                            | 128.3          |    | 本線料金所併設                                       | 山形県 |                 |                 |
| 17                               | 鶴岡JCT          | E7 日本海東北自動車道                              | 130.1          | -  | 新潟方面⇔酒田方面、 山形方面⇔酒田方面のみ接続        | 山形県 |                 |                 |
| E7 日本海東北自動車道 酒田方面   |                  |                                                    |                |    |                                                      |        |                 |                 |

## 歴史
- 1981年（昭和56年）4月15日 : 国道286号笹谷トンネル（笹谷IC - 関沢IC）開通。
- 1988年（昭和63年）10月13日 : 村田JCT - 宮城川崎IC開通。
- 1989年（平成元年）7月26日 : 山形北IC - 寒河江IC開通[6]。
- 1990年（平成2年）10月4日 : 宮城川崎IC - 笹谷IC開通。
- 1991年（平成3年）7月31日 : 関沢IC - 山形北IC開通[7]。
- 1997年（平成9年）
  - 10月30日 : 庄内あさひIC - 酒田IC開通。
  - 11月28日 : 村田JCT - 笹谷ICの4車線化。
- 1998年（平成10年）
  - 7月1日 : 笹谷トンネルを山形自動車道に編入。
  - 9月11日 : 関沢IC - 山形蔵王ICの4車線化。
  - 10月28日 : 寒河江IC - 西川IC開通。
- 1999年（平成11年）10月29日 : 西川IC - 月山IC開通。
- 2000年（平成12年）9月30日 : 湯殿山IC - 庄内あさひIC開通。
- 2001年（平成13年）8月9日 : 酒田IC - 酒田みなとIC開通。
- 2002年（平成14年）
  - 9月16日 : 山形JCT開通により東北中央自動車道と接続。同時に山形北IC - 山形JCTの4車線化。
  - 10月30日 : 山形蔵王IC - 山形北ICの4車線化。
  - 11月9日 : 山形北IC - 山形JCT間に救急車緊急退出路を設置し山形県立中央病院に接続。
  - 11月30日 : 笹谷IC - 関沢ICの4車線化。
- 2004年（平成16年）12月20日 : 寒河江SAスマートIC社会実験開始（-2006年9月30日（当初の実験期間は2005年3月31日まで））。
- 2005年（平成17年）
  - 10月1日 : 日本道路公団民営化により東日本高速道路株式会社に継承。
  - 11月1日 : 湯殿山IC - 酒田みなとICにおけるETC通勤割引特例開始。
- 2006年（平成18年）10月1日 : 寒河江SAスマートICが本格運用開始。
- 2010年（平成22年）2月2日 : 山形北IC - 月山IC、湯殿山IC - 酒田みなとICが無料化社会実験の対象区間に指定される。
- 2012年（平成24年）3月24日 : 鶴岡JCT開通により、日本海東北自動車道と接続。同時に山形自動車道 鶴岡JCT - 酒田みなとICが日本海東北自動車道に改称。
- 2019年（平成31年/令和元年）9月4日：国土交通省が山形道の暫定2車線区間のうち、寒河江SA/SIC - 月山ICと湯殿山IC - 鶴岡JCTを10 - 15年後を目処に4車線化する優先整備区間に選定する方針を発表[8][9][10]。

### 今後の予定
- 未定 : 月山IC - 湯殿山IC

月山IC - 湯殿山IC間は「（仮称）庄内内陸月山連絡道路」の名称で構想路線に位置付けられているが、事業化・整備は行われていない。山形県の高速道路整備推進室が2021年（令和3年）11月に県民の生の声コーナーへの投稿に対して行った回答によれば、早期の事業化に向けて事業手法などの課題の整理・検討に着手するよう、継続的に政府等への働きかけをしているとのことである。

## 路線状況

### 車線・最高速度
| 村田JCT - 山形JCT             | 4=2+2               | 80 km/h |          |
| 山形JCT - 寒河江IC            | 2=1+1 （暫定2車線） | 70 km/h |          |
| 寒河江IC - 寒河江SA           | 4=2+2               | 80 km/h |          |
| 寒河江SA - 月山IC             | 2=1+1 （暫定2車線） | 70 km/h | ※1 ※2 ※4 |
| （月山IC - 湯殿山IC間未開通） |                     |         |          |
| 湯殿山IC - 鶴岡JCT            | 2=1+1 （暫定2車線） | 70 km/h | ※1 ※3 ※5 |

- ※1 : 各本線料金所付近では30 - 40 km/h（緩衝地帯として、前後の区間では40 - 50 km/h）に制限されている。
- ※2 : 月山IC付近では40  km/hに制限されている。
- ※3 : 湯殿山IC付近では30  km/hに制限されている。
- ※4 : 寒河江SA/SIC - 月山IC間は4車線化優先整備区間[8][9][10]
- ※5 : 湯殿山IC - 鶴岡JCT間は4車線化優先整備区間[8][9][10]

### サービスエリア・パーキングエリア
売店は寒河江サービスエリア (SA) と櫛引パーキングエリア (PA)に設置されており、ハイウェイオアシスも設置されている。古関PAにはコンビニエンスストア「デイリーヤマザキ」が設置されている。ガソリンスタンドは寒河江SAにのみ設置されている。しかし、深夜営業を行っている売店・ガソリンスタンドについては設置されていない。

### 主なトンネルと橋
| 区間                    | 構造物名       | 長さ    | 長さ    |
| 区間                    | 構造物名       | 上り線  | 下り線  |
| ----------------------- | -------------- | ------- | ------- |
| 村田JCT - 宮城川崎IC    | 星野城トンネル | 407 m   | 393 m   |
| 笹谷IC - 関沢IC         | 笹谷トンネル   | 3,411 m | 3,286 m |
| 関沢IC - 山形蔵王IC     | 岩の沢トンネル | 105 m   | 163 m   |
| 関沢IC - 山形蔵王IC     | 新山トンネル   | 323 m   | 376 m   |
| 関沢IC - 山形蔵王IC     | 宝沢トンネル   | 325 m   | 295 m   |
| 関沢IC - 山形蔵王IC     | 滑川橋         | 598.5 m | 624 m   |
| 関沢IC - 山形蔵王IC     | 白髭トンネル   | 492 m   | 493 m   |
| 関沢IC - 山形蔵王IC     | 唐松トンネル   | 331 m   | 268 m   |
| 山形蔵王IC - 山形北IC   | 盃山トンネル   | 1,234 m | 1,244 m |
| 山形蔵王IC - 山形北IC   | 双月トンネル   | 212 m   | 282 m   |
| 山形蔵王IC - 山形北IC   | 山家トンネル   | 411 m   | 502 m   |
| 山形蔵王IC - 山形北IC   | 高原トンネル   | 331 m   | 360 m   |
| 山形蔵王IC - 山形北IC   | 青野トンネル   | 553 m   | 571 m   |
| 山形JCT-寒河江IC        | 最上川橋       | 400 m   |         |
| 寒河江SA - 西川IC       | 平野山トンネル |         | 856 m   |
| 寒河江SA - 西川IC       | 寒河江川橋     |         | 743 m   |
| 西川IC - 月山湖PA       | 間沢トンネル   |         | 385 m   |
| 西川IC - 月山湖PA       | 綱取西トンネル |         | 580 m   |
| 西川IC - 月山湖PA       | 綱取トンネル   |         | 215 m   |
| 西川IC - 月山湖PA       | 水沢トンネル   |         | 191 m   |
| 西川IC - 月山湖PA       | 本道寺橋       |         | 980 m   |
| 西川IC - 月山湖PA       | 風明山トンネル |         | 1,923 m |
| 西川IC - 月山湖PA       | 仁日山トンネル |         | 230 m   |
| 月山湖PA - 月山IC       | 月山沢トンネル |         | 378 m   |
| 湯殿山IC - 庄内あさひIC | 田麦俣トンネル | 1,921 m |         |
| 湯殿山IC - 庄内あさひIC | 下山トンネル   | 748 m   |         |
| 湯殿山IC - 庄内あさひIC | 三栗屋トンネル | 1,463 m |         |
| 湯殿山IC - 庄内あさひIC | 越中山トンネル | 547 m   |         |
| 湯殿山IC - 庄内あさひIC | 立岩トンネル   | 415 m   |         |
| 庄内あさひIC - 櫛引PA   | 熊出赤川橋     |         | 240 m   |

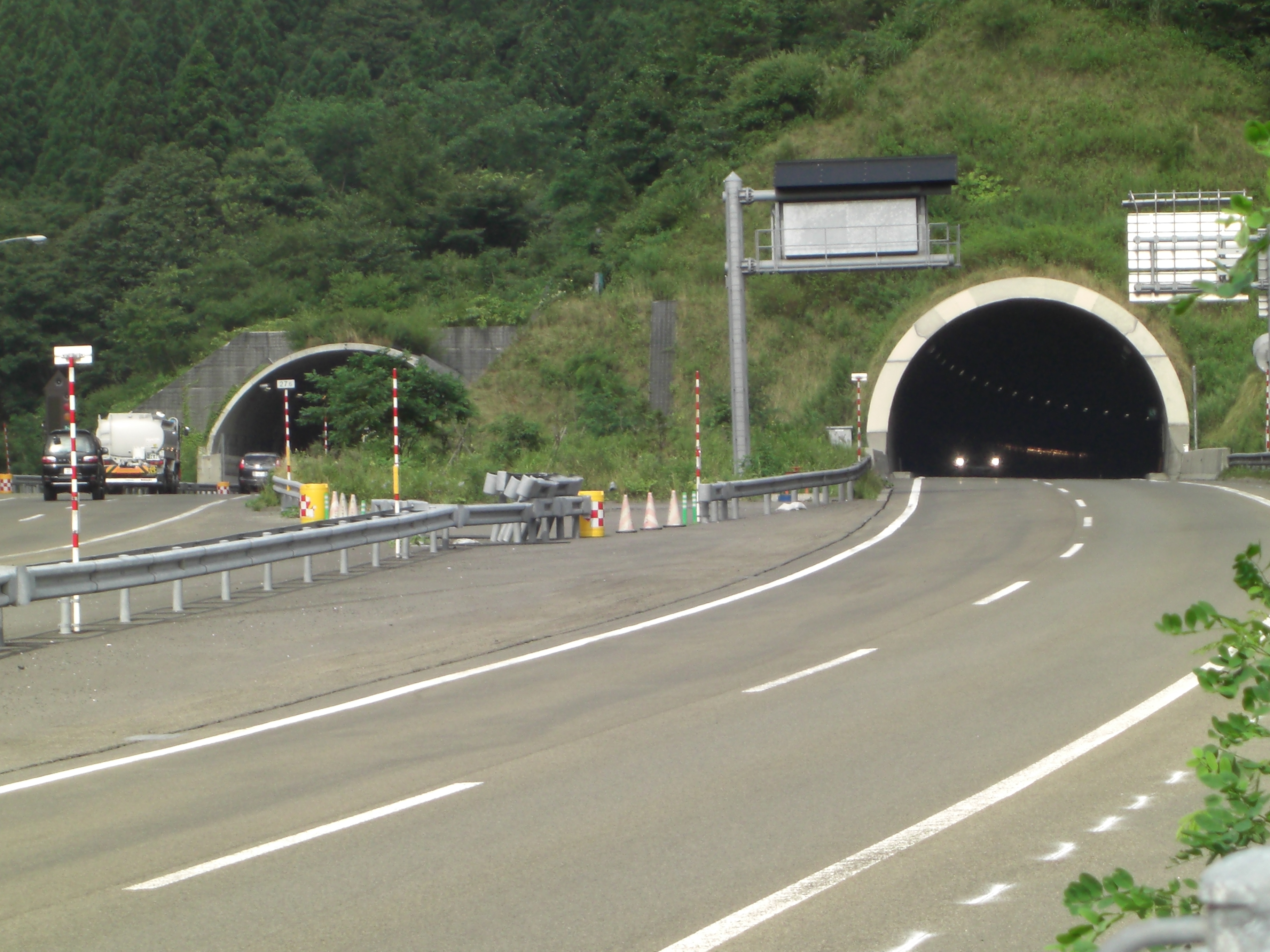
県境の笹谷トンネル(山形県側 2007年8月18日撮影)

※寒河江川に架かる本道寺橋（西川町）は、山形県に存在する橋で1番長い橋である。

#### トンネルの数
| 区間                     | 上り線 | 下り線 |
| ------------------------ | ------ | ------ |
| 村田JCT - 宮城川崎IC     | 1      | 1      |
| 宮城川崎IC - 笹谷IC      | 0      | 0      |
| 笹谷IC - 関沢IC          | 1      | 1      |
| 関沢IC - 山形蔵王IC/PA   | 5      | 5      |
| 山形蔵王IC/PA - 山形北IC | 5      | 5      |
| 山形北IC - 寒河江SA      | 0      | 0      |
| 寒河江SA - 西川IC        | 1      | 1      |
| 西川IC - 月山湖PA        | 6      | 6      |
| 月山湖PA - 月山IC        | 1      | 1      |
| 湯殿山IC - 庄内あさひIC  | 5      | 5      |
| 庄内あさひIC - 鶴岡JCT   | 0      | 0      |
| 合計                     | 25     | 25     |

※寒河江SA - 鶴岡JCT間のトンネルは暫定2車線の対面通行であるため、上下線で1本のトンネルとなっている。

### 道路管理者
- NEXCO東日本 東北支社
  - 仙台管理事務所 : 村田JCT - 宮城川崎IC
  - 山形管理事務所 : 宮城川崎IC - 月山IC
  - 鶴岡管理事務所 : 湯殿山IC - 鶴岡JCT

#### ハイウェイラジオ
- 笹谷（笹谷IC - 関沢IC 笹谷トンネル内）

### 交通量
24時間交通量（台）　道路交通センサス
| 区間                    | 平成17（2005）年度 | 平成22（2010）年度 | 平成27（2015）年度 | 令和3（2021）年度 |
| ----------------------- | ------------------ | ------------------ | ------------------ | ----------------- |
| 村田JCT - 宮城川崎IC    | 13,496             | 14,524             | 16,082             | 11,744            |
| 宮城川崎IC - 笹谷IC     | 13,691             | 14,920             | 16,254             | 11,878            |
| 笹谷IC - 関沢IC         | 17,789             | 18,520             | 19,670             | 14,869            |
| 関沢IC - 山形蔵王IC     | 13,383             | 14,763             | 15,843             | 11,521            |
| 山形蔵王IC - 山形北IC   | 08,959             | 09,578             | 10,043             | 07,425            |
| 山形北IC - 山形JCT      | 07,150             | 14,641             | 07,426             | 06,566            |
| 山形JCT - 寒河江IC      | 07,210             | 17,603             | 07,748             | 06,601            |
| 寒河江IC - 寒河江SASIC  | 05,202             | 10,897             | 05,964             | 04,957            |
| 寒河江SASIC - 西川IC    | 04,964             | 08,649             | 05,131             | 04,307            |
| 西川IC - 月山IC         | 04,808             | 07,839             | 05,028             | 04,227            |
| 月山IC - 湯殿山IC間     | 未開通             | 未開通             | 未開通             | 未開通            |
| 湯殿山IC - 庄内あさひIC | 04,161             | 07,280             | 04,134             | 04,046            |
| 庄内あさひIC - 鶴岡IC   | 03,939             | 07,313             | 03,697             | 03,525            |
| 鶴岡IC - 鶴岡JCT        | 03,204             | 09,751             | 02,030             | 02,449            |

（出典：「平成22年度道路交通センサス」・「平成27年度全国道路・街路交通情勢調査」・「令和3年度全国道路・街路交通情勢調査」（国土交通省ホームページ）より一部データを抜粋して作成）
- 平成22年度の調査期間中において山形北IC - 月山ICと湯殿山IC - 鶴岡JCTでは、高速道路無料化社会実験が行われていた。

- 令和2年度に実施予定だった交通量調査は、新型コロナウイルスの影響で延期された[14]。

2002年度 区間別平日平均交通量（台）
- 村田JCT - 月山IC : 8,691（前年度比99.8 %）
- 湯殿山IC - 酒田みなとIC : 2,471（同94.6 %）

区間別に見ると、笹谷IC - 関沢ICが18,334（同98.9 %）で最も多い。この区間において、並行する国道286号笹谷峠は急勾配かつ極めて狭路であり、大型車（5トン以上）は通年通行止め、さらに冬季期間は全車両通行止めである。

## 料金特例
笹谷IC - 関沢IC（笹谷トンネル）は、別料金となっている。
- 笹谷IC - 関沢IC : 210円（320円）

※笹谷IC - 関沢ICを含む場合は、総走行距離から当該区間のキロ程 (5.8 km) を除いて料金を算出し、これに笹谷 - 関沢の料金を合算する。
さらに、湯殿山IC - 鶴岡JCT、および日本海東北自動車道の鶴岡JCT料金所 - 酒田みなとICの庄内地方の区間では他の有料道路と接続していない飛地となっているため、割安な料金となっている。
- 湯殿山IC - 庄内あさひIC : 210円（430円）
- 庄内あさひIC - 鶴岡IC : 350円（530円）
- 鶴岡IC - 庄内空港IC : 260円（440円）
- 鶴岡JCT - 庄内空港IC : 210円（410円）
- 庄内空港IC - 酒田IC : 210円（350円）
- 酒田IC - 酒田中央IC : 100円
- 酒田中央IC - 酒田みなとIC：150円

※上記の料金は普通車のもの。()内は通常単価で計算した場合の料金。

2区間以上を連続して走行した場合は、それぞれの区間の料金の合算額とする。 (PDF) 
2005年（平成17年）11月1日より、湯殿山IC - 酒田みなとICにおけるETC通勤割引の特例が開始された。ETC通勤割引は原則、午前6 - 9時・午後5 - 8時の100 km以内の各々の1回目の走行に限り有効であるが、月山ICと湯殿山ICをいずれもETC走行した場合、月山道路を挟むそれぞれの高速道路において通勤割引が適用される。割引の条件を満たすかの時間確認は西川本線料金所、湯殿山IC、鶴岡本線料金所、酒田本線料金所、酒田みなと本線料金所の5箇所で行われるため注意が必要である。

## 地理

### 通過する自治体
- 宮城県
  - 柴田郡村田町 - 柴田郡川崎町 - 柴田郡村田町 - 柴田郡川崎町
- 山形県
  - 山形市 - 東村山郡中山町 - 寒河江市 - 西村山郡大江町 - 寒河江市 - 西村山郡大江町 - 寒河江市 - 西村山郡西川町 - （この間未開通） - 鶴岡市

### 接続する高速道路
- E4 東北自動車道（村田JCTで接続）
- E13 東北中央自動車道（山形JCTで接続）
- E7 日本海東北自動車道（鶴岡JCTで接続）：山形方面⇔酒田方面、新潟方面⇔酒田方面方面のみ接続。
  - 鶴岡JCTでは新潟方面⇔酒田方面および山形方面⇔酒田方面のみのハーフジャンクションであり、新潟方面⇔山形方面の通行はできない。このため、新潟方面と山形方面を日本海東北道経由で行き来する場合は、鶴岡西IC - 鶴岡IC間でいったん高速道路を降りて国道7号を経由する必要がある。